# Upwey
Upwey – wieś w Anglii, w hrabstwie Dorset, w dystrykcie (unitary authority) Dorset, położona nad rzeką Wey, na północnym obrzeżu miasta Weymouth.
We wsi znajduje się stacja kolejowa Upwey na linii Heart of Wessex.